# 北镇庙
北镇庙位于中国辽宁省北镇市城西2千米的山岗上，是医巫闾山的山神庙，也是全国五大镇山中保存最完整的镇山庙。1988年被列为第三批全国重点文物保护单位。
北镇庙始建于隋开皇十四年（594年），初称“医巫闾山神祠”。金大定四年（1164年）重修后改称“广宁神祠”。元大德二年加封医巫闾山为贞德广宁王，将神祠扩建后改称“广宁王神祠”，元末被毁。明洪武三年在原址重建，改称“北镇庙”。
北镇庙坐北朝南，依山而建，南北长240米，东西宽109米，占地26160平方米，建筑面积约5000平方米。在其中轴线上，由南至北依次为石牌坊、山门、神马殿、钟鼓楼、御香殿、大殿、更衣殿、內香殿、寝宫等。庙内保存有元明清碑刻56通。庙东有乾隆年间所建的“广宁行宫”遗址。